# Pieter Mulier

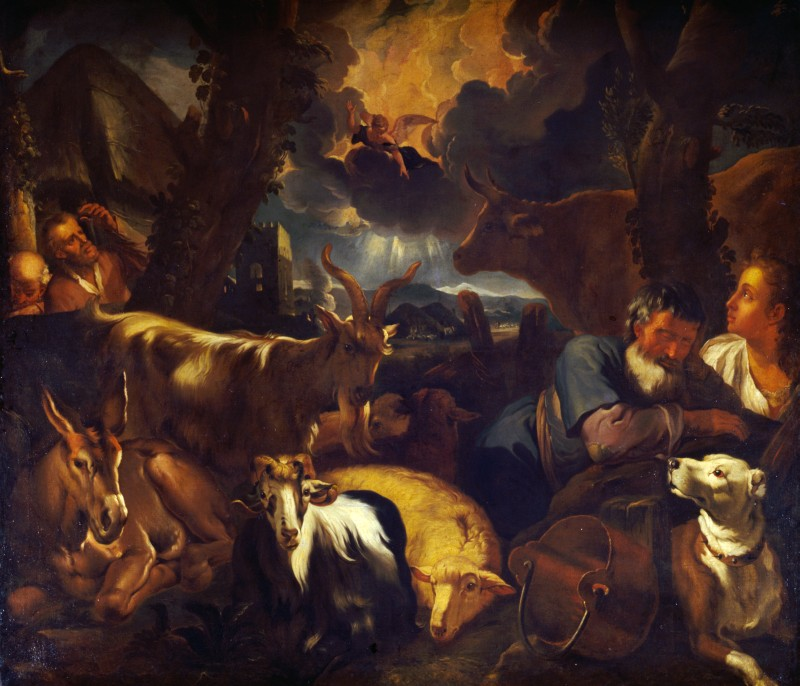
Annuncio ai pastori, 1700 ca. (Fondazione Cariplo)

Pieter Mulier detto il Tempesta o Cavalier Tempesta (Haarlem, 1637 – Milano, 29 giugno 1701) è stato un pittore olandese.

## Biografia

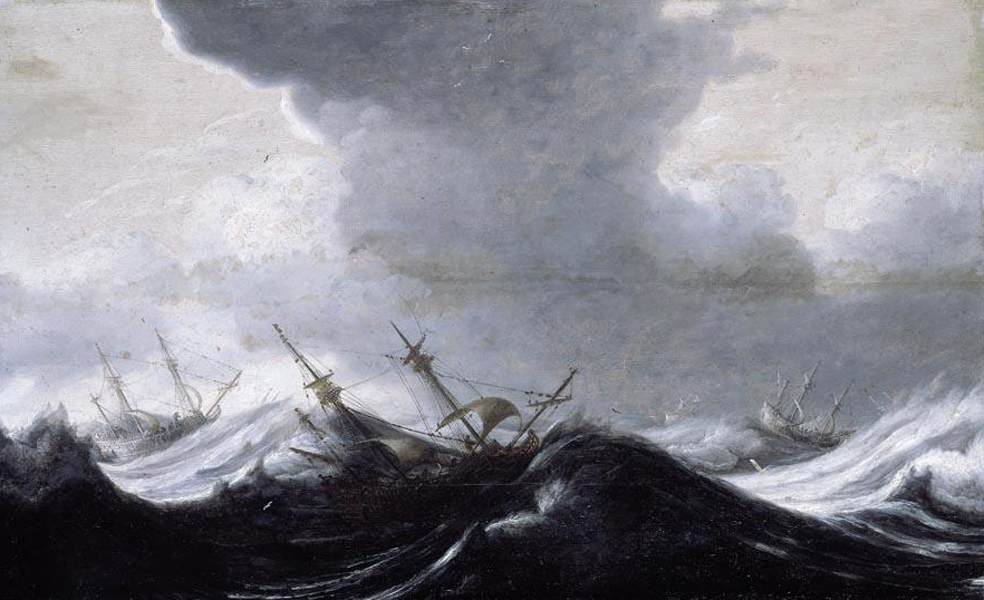
Tempesta

### Roma
Condusse il suo apprendistato presso il padre e, dopo una permanenza ad Anversa per perfezionarsi nel ritrarre marine e animali, giunse in Italia nel 1656, a Roma; qui conobbe Cornelius De Waeil ed ebbe per committenti Flavio Orsini, Gilberto Borromeo (questi scrisse al fratello Vitaliano raccomandandolo, aiutando a creare quindi quell'amicizia che fu utile a Mulier anche per i successivi fatti riguardanti la sua carcerazione), la famiglia Doria Pamphilj e il principe Colonna, nel cui palazzo sono presenti suoi affreschi (ivi affrescò un salone), aderendo in quel periodo alla Gilda dei pittori Olandesi, con il soprannome di Tempesta.
Durante questo periodo, nel 1661, contrasse un matrimonio che si sarebbe rivelato molto infelice con Lucia De Rossi, sorellastra del suo allievo Domenico De Marchis.

### Genova
Nel 1668 lasciò Roma per Genova, dove erano richiesti ottimi pittori di marine dopo l'addio di De Wael alla città, per il bisogno di ricongiungersi con la moglie, nota per essere infedele e perché ricercato per la sua abilità a raffigurare le navi nel mare agitato.
Mulier risiedette nel monastero di San Giacomo a Carignano, lavorando per i Doria e i Brignole Sale.
Pur essendosi legato sentimentalmente con la gentildonna Anna Eleonora Beltrami richiamò la moglie, rimasta a Roma con i figli: la donna aveva però avuto altri tre figli, di cui non poteva essere il padre per non aver avuto rapporti sessuali con lei durante quegli anni. Durante il viaggio per raggiungere il marito la donna fu uccisa vicino Sarzana da due killer, il soldato di ventura corso Angelo Luigi di Valle Rustica e l'adolescente genovese Massimiliano Capurro.
Dotato di pessimo carattere e denunciato dal cognato De Marchis, Mulier fu arrestato il 13 gennaio 1676 con l'accusa di essere il mandante dell’omicidio, processato nel 1679, riconosciuto colpevole e condannato a vent’anni di galera, malgrado la difesa dell’avvocato milanese Giovanni della Torre, per conto di Vitaliano Borromeo. Durante la prigionia Mulier sposò Anna Eleonora Beltrami e continuò a lavorare per la nobiltà della città ligure, grazie ai quali, benché recluso, poté avere come atelier il vano della campana nella Torre del Popolo di Palazzo Ducale, da cui ammirava la città e il porto, inserendo nella sua pittura temi pastorali e religiosi.

### Nel nord Italia
L'intercessione delle sue conoscenze milanesi e trattative ad alto livello condotte da Vitaliano Borromeo e da Giovanni di Melgar, governatore spagnolo di Milano dell'epoca, portarono alla revisione del processo: Mulier fu dichiarato innocente e scarcerato il 15 ottobre 1684 e lasciò quindi la Liguria per Milano, per lavorare per la famiglia Borromeo all'Isola Bella, dove lasciò all'incirca ottanta dipinti, in parte esposti.
Carlo Antonio Tavella, suo allievo, lo aiutò più volte realizzando figure in molti lavori.

## Eredità artistica
Le sue opere sono esposte a Palazzo Borromeo, alla Pinacoteca Stuard (dove sono presenti 5 suoi dipinti, alla Galleria Doria Pamphili (Burrasca) e alla Gemäldegalerie (Paesaggio nella tempesta).
Il sito arsvalue.com lo riconosce come uno dei padri del paesaggismo italiano, colui che inserì nella veduta della natura la percezione atmosferica e, citando Marcel Roethlisberger, Tempesta è il tramite tra il paesaggio del Seicento romano e quello veneto del Settecento grazie all’influenza su Marco Ricci, lesgaleriesmarval.ch lo definisce il miglior pittore di paesaggio attivo nell’Italia settentrionale fra il 1670 e 1700.
Influì su Antonio Francesco Peruzzini e, secondo Stefano Pronti, su Francesco Monti.